# François Poullain de La Barre
François Poullain de La Barre (Parijs, juli 1647 – Genève, 4 mei 1723) was een geestelijke, schrijver, cartesiaans filosoof en vroeg feminist. Hij publiceerde in 1673-1675 drie boeken om de vooroordelen tegen vrouwen te bestrijden. Daarna bekeerde hij zich tot het calvinisme en ging hij in Génève wonen.

## Leven
François Poullain kwam uit de katholieke bourgeoisie van Parijs. Zijn familie behoorde tot de ambtsadel. In de loop van zijn leven zou hij "de La Barre" toevoegen aan zijn naam. Omstreeks zijn vijftiende verjaardag behaalde hij al de graad van Maître ès Arts. Onmiddellijk daarna begon hij theologie te volgen aan de Sorbonne. Hij studeerde af in 1666, na drie in plaats van de normale vijf jaar. In 1667 kwam Poullain voor het eerst in aanraking met het cartesianisme. De filosofie van Descartes was toen onderwerp van gesprek in de geleerde salons van Parijs. Het bracht hem ertoe de scholastiek uit zijn studies af te wijzen; aan een doctoraat in de theologie begon hij niet meer.
Na zijn studies kwam Poullain aan de kost als leraar grammatica in een Parijse school. Een anoniem vertaalhandboek uit 1672 wordt aan hem toegeschreven. In de daarop volgende jaren publiceerde hij drie verhandelingen over de maatschappelijke achterstelling van vrouwen. Hoewel de zogenaamde Querelle des femmes toen in volle gang was, kregen deze boeken minder aandacht dan verhoopt. De eerste edities waren anoniem.
Met de steun van zijn verwant Gabriel de Flexelles werd Poullain in 1679 tot priester gewijd. Hij doceerde een jaar aan het Collège de Fortet van de Sorbonne en werd eind 1680 als zielenherder toegewezen aan het Picardische dorp La Flamengrie. Daar was hij getuige van toenemende repressie tegen de protestanten. In april 1685 stapte hij over naar het nog kleinere en armere Versigny. Er zijn geen aanwijzingen dat dit een disciplinaire maatregel betrof. Enkele maanden later herriep het Edict van Fontainebleau de rechten die protestanten genoten.
In 1688 verliet hij Vertigny en trok hij via Parijs naar Genève, dat toen een calvinistische republiek was. Hij had zich bekeerd. In plaats van zijn familienaam gebruikte hij er meestal FP de la Barre of Delabarre. Zijn integratie in de betere milieus verliep vlot, maar zijn bestaansmiddelen waren nogal onzeker. Hij gaf Franse les aan buitenlandse edelen en publiceerde in 1691 nog een Frans uitspraakboekje. Het jaar voordien was hij getrouwd.
In 1696 werd Poullain in Genève beschuldigd van socinianisme, wat beschouwd werd als een ernstige ketterij. Hoewel hij na een maand werd vrijgesproken, was de reputatieschade niet min, zoals blijkt uit het feit dat hij nog meer dan tien jaar moest wachten op een aanstelling in het officieel onderwijs. Pas in 1708 werd hij uiteindelijk benoemd tot regent aan het calvinistisch college van Genève. Als auteur bleef Poullain toegewijd aan het cartesianisme. In zijn laatste publicatie uit 1720 paste hij dit toe voor een vergelijkende studie van de rooms-katholieke kerk en de protestantse leer. Vanwege zijn verdiensten werd Poullain in 1716 poorter (bourgeois) van Genève.

## Feministische filosofie
Vanuit het cartesiaanse dualisme ontwikkelde Poullain een visie op de gelijkberechtiging van mannen en vrouwen. De fysieke verschillen tussen de geslachten hadden volgens hem geen invloed op het intellect. Wanneer vrouwen minder grote prestaties konden voorleggen, was dat door vooroordelen en uitsluiting.
Het eerste boek waarin hij deze ideeën uiteenzette, was het anonieme De l'égalité des deux sexes uit 1673. Het betoogde dat de achterstelling van vrouwen niet gegrond was in de natuur, maar berustte op culturele vooroordelen. De Franse term "préjugé" was geïntroduceerd in de 16e eeuw en werd door Poullain voor het eerst toegepast op de genderverhoudingen. Zijn praktische conclusie was dat men zich vrouwen moest kunnen voorstellen als professoren aan de universiteit, leiders van erediensten, magistraten in de rechtbank en generaals in het leger.
Zijn volgende anonieme werk, De l'éducation des dames pour la conduite de l'esprit dans les sciences et dans les mœurs, verscheen in 1674 en onderzocht de vraag hoe vrouwen zichzelf konden ontwikkelen en bevrijden. Een gezond uitgangspunt was cartesiaanse twijfel aan de maatschappelijke ordening en vertrouwen in eigen capaciteiten. In dit boek deed hij de puntige uitspraak L'esprit n'a point de sexe ("De geest heeft geen geslacht").
Het derde werk uit de rij, De l'excellence des hommes contre l'égalité des sexes (1675), betoogde dat het mannelijk geslacht superieur was en dat dit gegeven de genderongelijkheid rechtvaardigde. Pierre Bayle vroeg zich af of Poullain deze schijnbare weerlegging van zijn eigen stelling had geschreven omdat hij zich bedreigd voelde. In werkelijkheid was het een ironisch werk waarin hij de absurditeit van de patriarchale argumenten probeerde bloot te leggen. Hij voegde de ontkrachting erbij. Door op deze manier tewerk te gaan, zal hij gehoopt hebben een groter publiek te bereiken.
Het feminisme van Poullain bouwde voort op bestaande ideeën. Hij bezocht de salons van de zogenaamde Précieuses, die met name geïnteresseerd waren in onderwijs. Vooral Marie Le Jars de Gournay (Égalité des hommes et des femmes, 1622) was een invloedrijke auteur uit deze kringen. Molière had de spot gedreven met deze vrouwen in Les Précieuses ridicules (1659) en Les femmes savantes (1672). Het werk van Poullain wordt soms opgevat als een kritische reactie tegen deze toneelstukken.
Hoe dan ook ging zijn feminisme een stuk verder dan al wat voorafging. Vreemd is dat er nauwelijks auteurs zijn geweest die met zijn ideeën schriftelijk in debat gingen, al werd zijn werk wel degelijk gelezen, als men mag afgaan op de verschillende 17e-eeuwse edities. Gabrielle Suchon putte uit zijn De l'égalité des deux sexes, maar noemde geen auteursnaam. In Engeland vond dit werk in vertaling nog meer weerklank, zij het eveneens anoniem. Nadien raakte Poullain in de vergetelheid, tot hij in de 20e eeuw werd herontdekt. Simone de Beauvoir plaatste een uitspraak van hem als epigraaf in De tweede sekse (1949): Alles wat door mannen over vrouwen is geschreven moet verdacht zijn, want ze zijn tegelijk rechter en partij.

## Familie
Poullain trouwde op 1 januari 1690 met Marie Ravier (1658-1742) en kreeg haar een dochter Jeanne Charlotte Poulain de La Barre (1690-1746) en een zoon Jean Jaques Poulain de La Barre (1696-1751).

## Publicaties
- Les Rapports de la langue latine avec la françoise pour traduire élégament et sans peine. Avec un recueil étymologique & methodique de cinq mille mots françois tirez immédiatement du latin, C. Thibout, Paris, 1672
- De l'Égalité des deux sexes, discours physique et moral où l'on voit l'importance de se défaire des préjugés, Jean du Puis, Paris, 1673
- De l'Éducation des dames pour la conduite de l'esprit dans les sciences et dans les mœurs, entretiens, Jean du Puis, Paris, 1674
- De l'Excellence des hommes contre l'égalité des sexes, Jean du Puis, Paris, 1675
- Essai des remarques particulières sur la langue françoise pour la ville de Genève, Genf, 1691
- La Doctrine des protestants sur la liberté de lire l'Ecriture Sainte, le Service Divin en langue entendu, l'Invocation des Saints, le Sacrement de l'Eucharistie. Justifiée par le MISSEL ROMAIN et par des Réflexions sur chaque Point. Avec un Commentaire philosophique sur ses Paroles de JESUS CHRIST, Ceci est mon corp, Ceci est mon sang, Matth. Chap. XXVI, v. 26, Fabri & Barrillot, Genf, 1720

## Uitgaven en vertalingen
- Three Cartesian Feminist Treatises, ed. Marcelle Maistre Welch, vert. Vivien Bosley, 2002. ISBN 0226676544 (Franse-Engelse editie)
- De l'égalité des deux sexes – De l'éducation des dames – De l'excellence des hommes, ed. Marie-Frédérique Pellegrin, 2011. ISBN 9782711621026
- The Equality of the Sexes. Three Feminist Texts of the Seventeenth Century, vert. Desmond M. Clarke, 2013. ISBN 0199673519

## Voetnoten
1. ↑  Tout ce qui a été écrit par les hommes sur les femmes doit être suspect, car ils sont à la fois juge et partie

- Bibsys: 90105128
- Biblioteca Nacional de España: XX949889
- Bibliothèque nationale de France: cb12308751q (data)
- Catàleg d'autoritats de noms i títols de Catalunya: 981058608626406706
- CiNii: DA02236722
- Gemeinsame Normdatei: 11907916X
- Historisch woordenboek van Zwitserland: 015874
- International Standard Name Identifier: 0000 0001 1443 6612
- Library of Congress Control Number: n87101317
- Bibliotheek van het Japanse parlement: 00655631
- Nationale Bibliotheek van Tsjechië: mzk2009511566
- Nationale bibliotheek van Australië: 36192419
- Nationale Bibliotheek van Israël: 987007266595505171
- Nederlandse Thesaurus van Auteursnamen: 073310123
- Réseau des bibliothèques de Suisse occidentale: 02-A000132549
- Istituto Centrale per il Catalogo Unico: TO0V007505
- LIBRIS: 333907
- Système universitaire de documentation: 031968961
- Trove: 1226818
- Virtual International Authority File: 50027729
- WorldCat: E39PBJjT4Jkt3my7cxhRR6pXVC